# Oposición de derecha
Oposición de derecha u oposición derechista  (en ruso: Пра́вая оппози́ция, romanizado como Právaya oppozítsiya o académicamente transliterado como Právaja oppozícija) fue el nombre dado a una fracción informal dentro del Partido Comunista de la Unión Soviética (PCUS) cuyos miembros más prominentes fueron Nikolái Bujarin, Alekséi Rýkov, Mijaíl Tomski y sus partidarios en la Unión Soviética existente entre 1928 y 1930. En el marco de la crisis económica de 1927 y el aparente estancamiento de la Nueva Política Económica (NEP), defendieron la necesidad de profundizar la política en curso. La línea oficial del Partido, encolumnada tras el secretario general del Comité Central, Iósif Stalin, comenzó por entonces a propugnar la necesidad de avanzar en la colectivización de la agricultura y acelerar el proceso de industrialización a través de planes quinquenales.

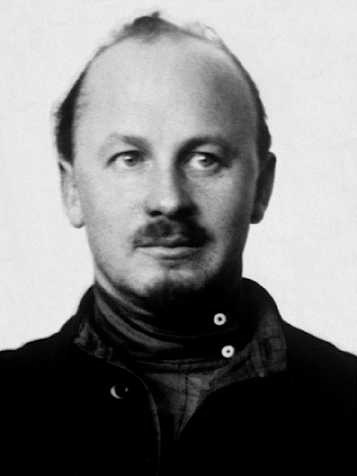
Nikolái Bujarin, líder de la oposición de derecha

También es el nombre dado a los críticos del "ala derecha" dentro del movimiento comunista internacionalmente, particularmente aquellos que se unieron en la oposición de derecha, sin distinguir si se identificaban con Bujarin o Rýkov. Nótese que la designación oposición de derecha se refiere a la posición que ocupaba este movimiento en relación con otros movimientos comunistas en el espectro tradicional. En referencia a la corriente política principal, la oposición de derecha aún estaba firmemente en la izquierda. 

## Historia

### Surgimiento
La lucha por el poder en la Unión Soviética tras la muerte de Lenin vio el desarrollo de tres principales tendencias en el Partido Comunista de toda la Unión (bolchevique). Fueron descritas por Trotski como aquellas que representaban las tendencia de izquierda, derecha y centro, cada una de ellas basada en una casta o clase específica. Trotski argumentaba que su tendencia, la oposición de izquierda, representaba las tradiciones internacionalistas de la clase obrera. La tendencia dirigida por Stalin era descrita como la del centro, basada en el estado y en la burocracia del partido, con tendencia a cambiar sus alianzas entre la izquierda y la derecha. La tendencia de derecha era la que se identificaba con los seguidores de Bujarin y Rýkov. Ellos representaban los intereses del campesinado y el peligro de la restauración del capitalismo.
Se argumentaba además que estas tres tendencias (una "izquierda" obrera, un "centro" burocrático y una "derecha" orientada al campesinado) podría encontrarse asimismo en muchos de los principales partidos comunistas del mundo. De hecho, se puede encontrar un "ala izquierda" que estuviera de acuerdo con Trotski y apoyara la revolución mundial en casi cada sección de la Internacional Comunista (Comintern), así como representantes del Estalinismo y la idea del Socialismo en un solo pais. Pero el "ala derecha" solo se desarrolló en un limitado número de países, y en cada país donde lo hizo se mantuvo entre las facciones de la izquierda y el centro. Esto sucedía porque las tendencias de derecha no eran usualmente críticas con el Comintern o con el régimen de Stalin sino solo con los líderes de su propio partido comunista.
Alexander, ha cuestionado si las diversas "Oposiciones de Derecha" podrían ser descritas como una sola tendencia internacional, desde el punto en el que solo se preocupaban de asuntos relevantes para sus propios países y sus propios partidos comunistas. Por tanto, la oposición de derecha estaba mucho más fragmentada que la oposición de izquierda. Sin embargo, los diversos grupos de oposición de derecha se agruparon para formar la Oposición Comunista Internacional (OCI). A diferencia de la oposición de izquierda, no tendieron a formar partidos separados, ya que se consideraban leales al Comintern.

### Apoyos de la oposición
La oposición no agitó entre los afiliados del partido ni entre la población en general, sino que mantuvo su disputa con Stalin y sus partidarios restringida a la dirección del partido. Uno de sus centros era la organización de partido en Moscú, opuesta a los cambios radicales de final de la década. Con una importante industria ligera —especialmente textil—, intensos lazos con el agro ruso y con seguidores de Bujarin y Tomski, la ciudad era uno de los núcleos de la «oposición de derecha».

### Destino de la oposición de derecha
Stalin y su facción de centro estuvieron aliados inicialmente con Bujarin y la oposición de derecha con la intención de derrotar a Trotski y la Izquierda. Sin embargo, una vez Trotski estuvo fuera del camino, Stalin se volvió hacia sus antiguos aliados, Bujarin y la oposición de derecha fueron a su vez dejados al margen y relevados de las posiciones importantes dentro del Partido Comunista y el gobierno soviético.
Bujarin se quedó aislado de sus aliados en el extranjero, y, ante la creciente represión estalinista, fue incapaz de organizar una lucha sostenida contra Stalin. Al contrario que Trotski, que montó un movimiento antiestalinista, Bujarin y sus seguidores dentro de la Unión Soviética capitularon ante Stalin, admitiendo sus "errores ideológicos". Fueron rehabilitados temporalmente (aunque no volvieron a sus antiguos puestos sino a otros de menor importancia), para ser finalmente liquidados durante los juicios de la Gran Purga.

### Fundación de la Oposición Comunista Internacional
Los diversos grupos opositores de derecha alineados de un modo u otro con Bujarin en el Comintern fueron forzados a formar sus propias organizaciones cuando fueron a su vez, purgados de sus secciones nacionales del Comintern. En Europa, la más importante y substancial de esas nuevas organizaciones fue el Partido Comunista-Oposición (KPO) de Alemania, dirigido por Heinrich Brandler. En los Estados Unidos, Jay Lovestone, Bertram Wolfe y sus partidarios fundaron el Partido Comunista de los Estados Unidos (Oposición) (CP(O)), publicando el periódico Workers Age. En Canadá, la Liga Educacional Marxista fue formada como parte del CP(O), que acabaría afiliada a la Federación de la Commonwealth Cooperativa. Finalmente, para finales de 1939, tanto el grupo de Toronto como el de Montreal de esta organización habían cesado su actividad.
En unos pocos países, los grupos comunistas afiliados a la OCI alcanzaron más éxito que las organizaciones afiliadas al Comintern. Por ejemplo, en Suecia, el Partido Socialista de Karl Kilbom, afiliado al OCI, recibió el 5.7% de los votos en las elecciones de 1932 al Riksdag, superando a la sección del Comintern, que recibió el 3.9%.
En España, el Bloque Obrero y Campesino (BOC) afiliado a la OCI, liderado por Joaquín Maurín, fue por un tiempo más grande y más importante que el Partido Comunista de España oficial. Más tarde, el BOC se fusionaría con la Izquierda Comunista de Andrés Nin en 1935 para formar el Partido Obrero de Unificación Marxista que iba a ser uno de los principales partidos que apoyaron a la Segunda República Española durante la Guerra civil española. Maurín se convertiría en secretario general del POUM pero sería arrestado a comienzos de la guerra y sería relevado por Nin, antiguo trotskista.
En total, la OCI tenía partidos miembro en quince países durante la década de 1930. Sin embargo, la OCI y sus afiliados no se consideraban a sí mismos una nueva internacional, sino una facción que había sido involuntariamente expulsada del Comintern y que estaba ansiosa por volver a él si el Comintern cambiaba sus políticas y permitía a los miembros del OCI la libertad de defender sus posiciones.
A pesar de ser identificada con Bujarin, la OCI generalmente apoyó las políticas económicas de Stalin (a las que Bujarin se oponía), como el Plan Quinquenal para conseguir una rápida industrialización, y la colectivización de la agricultura. Por ende, casi apoyaron los primeros Juicios de Moscú. Sus principales diferencias con Stalin y el Comintern eran sobre el asunto de la democracia dentro de la Internacional Comunista y la influencia del Partido Comunista de la Unión Soviética en el Comintern y sus secciones, y sobre la política internacional de Stalin, particularmente el Tercer Período y su subsiguiente política de Frente Popular.
Además, al entrar los Juicios de Moscú en su segunda fase y volverse contra Bujarin y sus partidarios, se iniciaron disputas dentro del OCI al respecto de si debían de continuar considerándose como una oposición dentro del movimiento comunista o si debían crear abiertamente una nueva Internacional, rival del Comintern, como Trotski había hecho con su Cuarta Internacional.

### El fin de la oposición de derecha
La OCI comenzó a desintegrarse en 1933. Con la llegada al poder de los nazis, el partido alemán tuvo que pasar a la clandestinidad y establecer una rama en el exilio en París. París era también el nuevo hogar de la sede de la OCI, que acabaría dominada por los alemanes. Los grupos noruego y sueco dejaron la OCI para unirse al nuevo Centro Marxista Revolucionario Internacional o Buró de Londres "centrista" establecido en París ese agosto. El afiliado checoslovaco quedó debilitado tras la salida de sus miembros checos en diciembre. haciendo del partido un grupo de alemanes de los Sudetes, comunidad cada vez más atraída por los nazis. El grupo austriaco tuvo que pasar a la clandestinidad tras el putsch de Engelbert Dollfuß en marzo de 1934, y la mayoría de la sección alsaciana fue expulsada ese verano por sus simpatías pronazis. El afiliado suizo se unió a los socialdemócratas en 1936 y Manabendra Roy se llevó a su grupo indio en 1937. 
La supresión del POUM en mayo de 1937 y la ejecución de Bujarin y otros "derechistas" en la Unión Soviética convenció a muchos de que la Internacional Comunista no podía ser reformada y que la idea de ser una "oposición" dentro de ella era inviable.
En una conferencia en febrero de 1938 la Oposición Comunista Internacional se afilió con el Buró de Londres. Esto produjo cierta confusión sobre si las organizaciones afiliadas al OCI estaban afiliadas también al Buró de Londres en sí mismas. Para esclarecer este debate, ambas entidades fueron disueltas en una conferencia en París en abril de 1939, para crear una nueva organización, el Centro Marxista Revolucionario Internacional, con sede en París. La membresía en el nuevo grupo fue ratificada poco después por el ILLA, the KPO, POUM, PSOP, el ILP y los Archaio-Marxistas. Dejó de existir tras la caída de Francia en la Segunda Guerra Mundial.

## Posición de la oposición
La oposición defendía el mantenimiento de la NEP y la mejora de la agricultura como motor de la industrialización. Se consideraban a sí mismos como defensores de la línea sostenida por Lenin en sus últimos tiempos. Clave en la posición de la oposición era la «alianza» (smychka) entre el proletariado y el campesinado.
A pesar de su defensa de la NEP, a finales de 1927 la oposición había aceptado aumentar las inversiones en industria pesada y aumentar la planificación económica. En XV Congreso del Partido, Rýkov, destacado dirigente de la corriente, fue el principal orador en asuntos industriales. Este congreso, que selló la derrota de la oposición unificada, condujo a la posterior ruptura de la alianza entre los seguidores de Stalin y los de Bujarin, que tuvo lugar en la primavera de 1928.

### Desacuerdos con Stalin
El comienzo de las desavenencias tuvo lugar a finales de 1927, cuando Stalin ordenó el uso de «medidas extraordinarias» —la requisa de grano, cierre de algunos mercados y persecución de especuladores— para cumplir la cuota de grano prevista para el invierno. El «escándalo Shajty» en el que se acusó de sabotaje algunos ingenieros de minas y la reanudación de las «medidas extraordinarias» en la primavera de 1928 agudizaron las diferencias entre las fracciones. La dirección comunista se hallaba profundamente dividida ya a comienzos del verano, a pesar de los gestos de unidad.
A pesar de su aparente fortaleza en la dirección del partido, pronto Stalin logró reforzar su posición; en julio la oposición perdió su mayoría en el politburó cuando Kalinin y Voroshílov tomaron partido por Stalin. Durante el verano y el otoño, la oposición sufrió una serie de graves reveses: Bujarin perdió el control de Pravda, el Comintern condenó en su congreso de septiembre el «desviacionismo de derecha» y en octubre perdió el control de la dirección del Comité de Moscú, cuya principal figura era Nikolái Uglánov.
La derrota de la oposición de derecha significó otro paso en el proceso de concentración del poder en la figura de Stalin, que ya en el XV Congreso del Partido, realizado en 1927, había conseguido la expulsión del PCUS de León Trotski —líder de la oposición de izquierda—, así como la expulsión del Partido Grigori Zinóviev y del Comité Central de Lev Kámenev, ambos antiguos aliados suyos. Estos dos últimos, lo mismo que Bujarin, Rýkov y Tomski, serían víctima de los llamados Procesos de Moscú durante la Gran Purga de 1936-1938.

## Reuniones
- La primera reunión de los comunistas de la oposición se celebró en Berlín del 17 al 19 de marzo de 1930. A ella acudieron las oposiciones de Alemania, Checoslovaquia, Suecia y Manabendra Roy. La reunión decidió crear un centro de información en Berlín para coordinar las actividades internacionales y la publicación de un boletín, Información Internacional sobre la Oposición Comunista, que había sido previamente publicada por la KPO.[8]

- La primera conferencia oficial del OCI se celebró en Berlín en diciembre de 1930. Acudieron representantes de Alemania, Alsacia, Suecia, Estados Unidos, Suiza y Noruega, con cartas de simpatizantes de Austria, Finlandia, Italia y Canadá. Adopta la "Plataforma de la Oposición Comunista Internacional".[9]

- El segundo congreso oficial tuvo lugar en Berlín del 2 al 5 de julio de 1932, a la que acudieron representantes de Alemania, Suiza, Noruega, Suecia, España y los Estados Unidos.[10]

- Una "Sesión ampliada del Buró" se celebró en julio de 1933 para discutir el triunfo nazi en Alemania y la conferencia de París de grupos centristas. Acudieron representantes de Alemania, Francia, Suiza, los Países Bajos y los Estados Unidos. Los noruegos y los suecos no participaron, ya que favorecieron la participación en la conferencia de París. El OCI declinó la invitación a la Conferencia, trasladándose su sede París.[11]

## Grupos asociados con la OCI

### Alemania
Véase Partido Comunista de Alemania (Oposición).

### Argentina
Pese a que nunca fue un miembro oficial del OCI, un grupo de oposición de derecha surgió del Partido Comunista de Argentina en 1928 liderado por José Fernando Penelón. Penelón formó el Partido Comunista de la Región Argentina, que sería rebautizado más tarde como el Partido Concentración Obrera. Se unió a los socialdemócratas en 1971.

### Austria
La Oposición Comunista de Austria fue establecida a finales de 1929 cuando el politburó del Partido Comunista de Austria expulsó a Willi Schlamm, A. Reisinger, Joseph Klein y Richard Vovesny. Tenían su propio periódico Der Neue Mahrruf hasta el ascenso de la dictadura de Dolfuss en 1934. Jay Lovestone estuvo en Austria en el momento del Anschluss a principios de 1938 consiguiendo preparar 8 pasaportes falsos para líderes de la oposición austríaca. Dejaron Viena el 14 de marzo, el día antes de que Hitler llegara a la ciudad. Schlamm más tarde editaría un periódico para los exiliados austríacos en Praga, Weltbuehne, y luego emigró a los Estados Unidos.

### Checoslovaquia
La oposición checoslovaca se formó en 1928. Al principio contaba con unos 6.000 miembros (bastante grande) y con el control del sindicato comunista, Mezinárodní všeodborový svaz. Sin embargo, el grupo estaba dividido en razón de las etnias. La rama checa se separó en diciembre de 1933 para unirse al Partido Socialdemócrata Checo, y desde entonces los miembros de la oposición checoslovaca fueron principalmente alemanes étnicos de los Sudetes. Allí hubo fuertes tensiones y competición con el partido pronazi de Konrad Henlein, el Partido Alemán de los Sudetes. En las elecciones de julio de 1938, los oositores se unieron a una coalición con los Socialdemócratas para enfrentarse al Partido Alemán de los Sudetes, pero los nazis ganaron ampliamente. Tras la anexión de los Sudetes por la Alemania Nazi, los opositores checos se exiliaron.
El centro del sindicato del partido, mientras tanto, fue herido por la salida de los leales al Partido Comunista que crearon otra federación sindical. A mediados de la década de 1930 el Mezinárodní všeodborový svazvoluntarily se unió con el socialdemócrata Odborové sdružení československé con la intención de crear una unidad sindical.

### Dinamarca
Se creó un grupo de oposición danés en 1933. Duró al menos hasta febrero de 1938 cuando su representante acudió a la conferencia de unidad del OCI con el buró de Londres.

### España
Véase Bloque Obrero y Campesino/Bloc Obrer i Camperol.

### Estados Unidos y Canadá
Véase Liga Obrera Independiente de América.

### Finlandia
Véase Grupo de Izquierda de Trabajadores Finlandeses.

### Francia
En Francia, la purga inicial del Partido Comunista Francés en 1929 se llevó a alcaldes o concejales de Clichy, Auffay, Saint-Denis, Pierrefitte-sur-Seine, Villetaneuse y París. El secretario general del Partido y el editor de L'Humanite también fueron destituidos. Sin embargo no todos los expulsados se adhirieron a las posiciones del OCI; los concejales parisinos, por ejemplo, formaron su propio partido, Partido de los Obreros y Campesinos, que en su momento se uniría al Partido de Unidad Proletaria en diciembre de 1930. El pequeño grupo nacional de oposición se unió a la Federación del Sena expulsada de la Sección Francesa de la Internacional Obrera en 1938 para formar el Partido Socialista Obrero y Campesino (PSOP).

#### Alsacia
Un partido separado del OCI, el Partido Comunista de Oposición de Alsacia-Lorena (KPO), fue creado en Alsacia. El KPO alsciano abogaba por la autonomía para Alsacia, formando una alianza con los autonomistas clericales. Sus líderes eran Charles Hueber (alcalde de Estrasburgo 1929-1935) y Jean-Pierre Mourer (miembro de la Asamblea Nacional Francesa). Publicaba un periódico diario, Die Neue Welt. El KPO alsaciano se movió gradualmente hacia posiciones pronazis, siendo expulsado del OCI en 1934. Un pequeño grupo permaneció fiel al OCI y publicó un semanario, Arbeiter Politik, de poca influencia.

### Gran Bretaña
Durante la mayor parte de su historia, la oposición de derecha en el Reino Unido estuvo representada principalmente por el Partido Laborista Independiente (ILP). Los Opositores se unieron al Comité de Política Revolucionaria que representaba su línea dentro del ILP. Un grupo independiente de oposición fue formado en 1935, pero tuvo poca influencia. Para 1938, la línea del OCI se había desplazado hacia las posiciones centristas del liderazgo del ILP bajo Fenner Brockway, siendo menos razonable la necesidad de facciones independientes dentro del partido.

### Hungría
En 1932 se estableció en Hungría un grupo opositor. En aquel momento el Partido Comunista de Hungría estaba aún en la clandestinidad, y la oposición se llevó alrededor del 10% de sus miembros.

### India
El líder comunista indio Manabendra Nath Roy fue un partidario temprano de la oposición de derecha. Pese a no tener una facción de partidarios fuerte, ejerció una influencia extraordinaria en el ala izquierda del Congreso Nacional Indio y jugó un importante papel instrumental en la elección de Subhash Chandra Bose como líder del Congreso. Sin embargo, cuando Bose se separó del Congreso y formó el Bloque de Avance de la India, Roy divergió abruptamente hasta el punto de incluso oponerse a la campaña del Congreso Quit India. La división entre Bose y Roy era análoga en cierto modo a la americana entre Bertram Wolfe y Jay Lovestone.

### Italia
En el Partido Comunista Italiano (PCI) se escucharon algunas voces críticas con las políticas del Comintern del Tercer Período. Al principio, los dos miembros italianos del Comité Ejecutivo de la Internacional Comunista, Palmiro Togliatti y Angelo Tasca se opusieron a las acciones del Comintern con respecto al partido alemán. Sin embargo, en el 10º Pleno en junio de 1929 Togliatti capituló ante los deseos de Stalin mientras que Tasca fue expulsado. Más tarde, en el pleno del Partido de mayo de 1930, los miembros del politburó Pasquini y Santini fueron relevados por su oposición al Tercer Período, tomándose "medidas organizativas" contra cuadros inferiores.

### México
El Bloque Obrero Marxista de México fue fundado a principios de 1937. Publicaba un periódico llamado La Batalla, por el periódico del POUM y anunció su adherencia al OCI. Nunca se volvió a oír hablar más de él.

### Noruega
Véase Mot Dag.

### Polonia
Aunque nunca se estableció una organización formal, hubo una tendencia dentro del Partido Comunista de Polonia, usualmente conocida como las "tres W" por sus líderes, Adolf Warski, Henryk Walecki, Maria Koszutska (seudónimo Wera Kostrzewa). Como el partido era aún clandestino en Polonia, el débil grupo de comunistas decidió no crear una organización formal, aunque el liderazgo del partido les tildaba de seguidores de Brandler y Thalheimer. Los tres murieron en gulags estalinistas.

### Suecia
Véase Partido Socialista.

### Suiza
En Suiza el líder del Partido Comunista oficial, Jules Humbert-Droz, tenía simpatías por la oposición de derecha, pero permaneció leal al liderazgo del Comintern hasta que fue expulsado en la década de 1940. Una sección cantonal del Partido Comunista de Suiza, en el cantón de Schaffhausen, se separó formando un grupo de oposición comunista. Durante un periodo fue exitoso, dominando el movimiento sindical local, especialmente entre los fabricantes de herramientas y los relojeros. El 20 de octubre de 1933 las elecciones dieron al Partido Comunista de Oposición 10 de los 30 consejeros locales y su líder, Walter Bringolf, fue elegido alcalde. El Partido Comunista de Oposición se unió al Partido Socialista Suizo en 1936.